# 8 mars
Pour les articles homonymes, voir Huit-Mars.
8 février 8 avril
Chronologies thématiques
- Croisades
- Ferroviaires
- Sports
- Disney
- Anarchisme
- Catholicisme

Abréviations / Voir aussi
- (° 1852) = né en 1852
- († 1885) = mort en 1885
- a.s. = calendrier julien
- n.s. = calendrier grégorien
- Calendrier
- Calendrier perpétuel
- Liste de calendriers
- Naissances du jour

Le 8 mars est le 67e jour, moins souvent le 68e, de l'année du calendrier grégorien ; il en reste ensuite 298.
C'était généralement le 18e jour du mois de ventôse du calendrier républicain ou révolutionnaire français, officiellement dénommé jour du mouron (famille de plantes).
Il s'agit aujourd'hui de la journée internationale des femmes et de leurs droits.

## Événements

### XIIesiècle
- 1126 : Alphonse VII est proclamé roi de Castille et Léon après la mort de sa mère Urraque ci-après.

### XIIIesiècle
- 1262 : les bourgeois de la ville et petites gens arrivent à défaire l'armée de chevaliers de métiers de l'évêque de Strasbourg, Walter de Geroldseck (bataille de Hausbergen). La ville de Strasbourg s'émancipe de la souveraineté de l'évêque et devient Ville Libre d'Empire.

### XIVesiècle
- 1324 : le nouvel archevêque d'Arles Gasbert de Valle (ou de La Val) fait hommage entre les mains du roi Charles IV le Bel

### XVIIesiècle
- 1658 : signature du traité de Roskilde mettant fin à la guerre dano-suédoise.

### XVIIIesiècle
- 1702 : Anne devient reine d'Angleterre, d'Écosse et d'Irlande.
- 1780 : instauration de la Ligue de neutralité armée sur initiative russe.
- 1782 : massacre de Gnadenhütten pendant la guerre d'indépendance des États-Unis.
- 1796 : combat d'Andigné, pendant la Chouannerie.

### XIXesiècle
- 1801 : victoire de Ralph Abercromby à la bataille d'Aboukir pendant les guerres de la Révolution française.
- 1817 : fondation de la New York Stock Exchange.
- 1844 : en Suède, mort de Charles XIV (Jean-Baptiste Bernadotte). Son fils Oscar Ier de Suède lui succède.
- 1848 : fondation de l'École d'administration[1].
- 1862 : le combat naval de Hampton Roads, pendant la guerre de Sécession, voit s'affronter les premiers cuirassés.
- 1868 : incident de Sakai, près d'Ōsaka au Japon.
- 1893 : début des 13 jours du procès du scandale de Panamá.

### XXesiècle
- 1910 : Élisa Deroche devient la première femme à obtenir son brevet de pilote, au camp de Châlons.
- 1917 :
  - les femmes new-yorkaises manifestent pour obtenir l'égalité des droits avec les hommes.
  - début de la « Révolution de Février » en Russie : à Saint-Pétersbourg, des ouvrières manifestent pour réclamer du pain et le retour de leurs maris partis au front.
- 1918 : en Russie, Léon Trotski démissionne de ses fonctions de Commissaire du Peuple aux Affaires étrangères.
- 1920 : à Damas, l'indépendance du Royaume arabe de Syrie est proclamée ; Fayçal devient roi de Syrie.
- 1921 :
  - Vladimir Ilitch Lénine décrète le 8 mars journée des femmes et des ouvrières.
  - Eduardo Dato Iradier est assassiné par des anarchistes catalans.

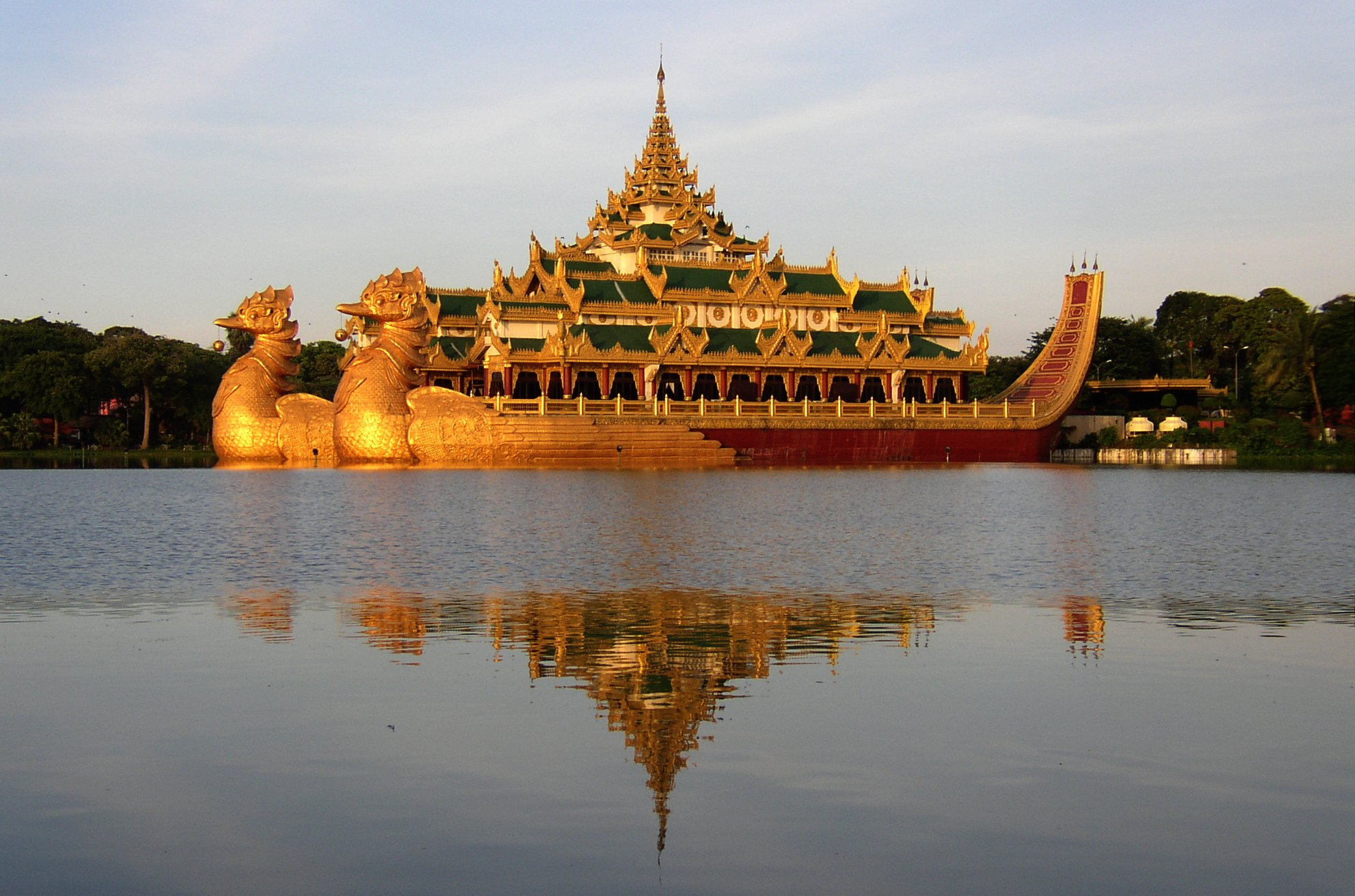
Rangoon

- 1937 : début de la bataille de Guadalajara pendant la guerre d'Espagne.
- 1942 :
  - ses infrastructures démolies par les Britanniques qui l'ont évacuée, Rangoon, la capitale birmane, est occupée par les Japonais.
  - la colonie néerlandaise des Indes orientales, l'actuelle Indonésie, capitule devant l'offensive de l'armée japonaise. C'est la fin de trois siècles de présence hollandaise sur l'archipel.
- 1945 : la déclaration finale de la Conférence de Chapultepec proclame le principe de l'égalité des droits pour tous les hommes « quelles que soient leur race ou leur religion ».
- 1949 :
  - la France reconnaît l'indépendance du Viêt Nam sous l'autorité du Bảo Đại et dans le cadre de l'Union française.
  - début de l'opération Ouvda pendant la Guerre israélo-arabe de 1948-1949.
- 1952 : en France, Antoine Pinay devient président du Conseil.
- 1957 : le Ghana est admis aux Nations unies.
- 1963 : coup d'État en Syrie, renversement de la République syrienne et prise de pouvoir du Parti Baas.
- 1965 : trois mille cinq cents Marines américains débarquent au Sud Viêt Nam.
- 1966 : à Dublin, l'IRA fait sauter la colonne Nelson érigée à la mémoire d'Horatio Nelson.
- 1971 : lors du « combat du siècle » en boxe, Joe Frazier conserve son titre des poids lourds en disposant de Mohamed Ali par décision de l'arbitre, dans un match de 15 rounds disputé à New York.
- 1974 : le Premier ministre français Pierre Messmer inaugure l'aéroport de Paris-Charles-de-Gaulle.
- 1977 : les Nations unies officialisent la Journée internationale des femmes.
- 1982 : la France observe la journée internationale des femmes pour la première fois.
- 1983 : Ronald Reagan utilise pour la première fois l'expression « Empire du mal », pour désigner l'Union soviétique.
- 1984 :
  - George Ati Sokomanu redevient président de la République de Vanuatu.
  - Maurice Papon, ancien secrétaire général de la préfecture de la Gironde, chargé des questions juives, est à nouveau inculpé de crime contre l'humanité.
- 1985 : explosion d'une voiture piégée dans le quartier chiite de Beyrouth, faisant 75 morts et 250 blessés. L'attentat visait Mohammad Hussein Fadlallah qui n'est pas atteint.
- 1986 : Philippe Rochot, Georges Hansen, Aurel Cornéa et Jean-Louis Normandin, journalistes français de la chaîne Antenne 2 sont pris en otage par le Hezbollah libanais à Beyrouth.
- 1989 : la Chine impose la loi martiale au Tibet, après trois jours d'émeutes.
- 1997 : des rebelles prennent Gjirokaster, dernière place tenue par le gouvernement de Sali Berisha dans le sud de l'Albanie.
- 1998 : Stacy Dragila porte le record du monde de saut à la perche féminin en salle à 4,48 m.
- 1999 : la France (comprenant les DOM-TOM) compte 60 185 831 habitants, soit 2 111 616 de plus par rapport au recensement de 1990.

### XXIesiècle
- 2001 : l'OTAN autorise la Serbie à garder sa frontière avec le Kosovo, face aux incursions de rebelles albanophones venus de Macédoine.
- 2004 : en Irak, les 25 membres du Conseil de gouvernement irakien approuvent à l'unanimité la constitution intérimaire du pays.

- 2005 :

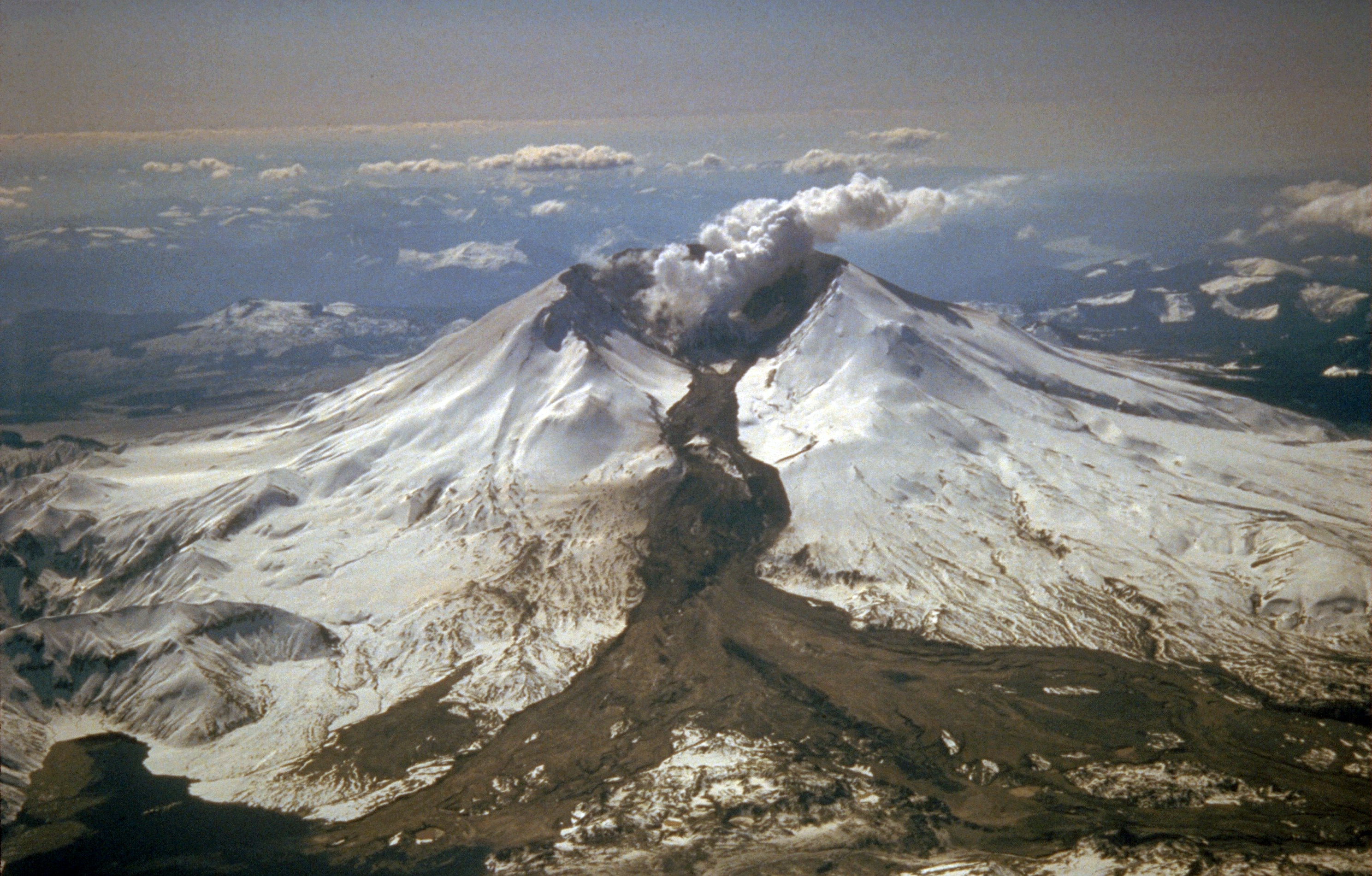
Mont Saint Helens

  - des casseurs infiltrent le mouvement lycéen contre la loi Fillon en France.
  - Plus de 800 000 manifestants pro-syriens rassemblés à Beyrouth à l'appel du Hezbollah, qui dénonce les pressions de Washington et la résolution 1559 de l'ONU, demandant le retrait des troupes étrangères au Liban, dans le cadre de la révolution du Cèdre.
  - Assassinat ciblé en Tchétchénie du chef indépendantiste tchétchène Aslan Maskhadov, dans une opération spéciale menée par les forces russes.
  - Le volcan du mont Saint Helens, États-Unis, se réveille et envoie des cendres à près de 12 000 m d'altitude mais ne semble pas constituer de danger, contrairement à son éruption du 18 mai 1980.
  - Le Congrès refuse à l'unanimité la démission de Carlos Mesa, président de Bolivie.

## Arts, culture et religion
- 1118 : élection de l'antipape Grégoire VIII.
- 1886 : création à Cologne de Wandrers Sturmlied (en) de Richard Strauss pour chœur à six voix et orchestre et dirigé par lui-même.
- 1898 : création de Don Quichotte, op. 35, poème symphonique de Richard Strauss à Cologne.
- 1904 : par assouplissement de la loi anti-jésuite, des jésuites peuvent rentrer en Allemagne, à la suite de la révision d'une loi datant du Kulturkampf.
- 1967 : sortie dans les salles du film musical Les Demoiselles de Rochefort, écrit et réalisé par Jacques Demy.
- 1994 : sortie de l'album Superunknown, du groupe grunge Soundgarden.
- 2000 : le chanteur gallois Tom Jones star de la variété britannique s’offre un come-back à succès avec le tube musical Sex Bomb (no 1 en France)[2], après ses participations au film Mars attaque de Tim Burton trois années auparavant.
- 2017 : Johnny Hallyday annonce être atteint d'un cancer.
- 2019 : création de Roland furieux d'Augusta Holmès à Cardiff.

## Sciences et techniques
- 2002 : un astéroïde de 50 m de diamètre passe à 463 000 km de la Terre sans que personne s'en rende compte dans les observatoires. Ce n'est que le 12 mars que cette masse est aperçue. On estime que c'est un objet de même diamètre qui a explosé avant de toucher le sol en 1908 dans la région de la Toungouska en Sibérie.

## Économie et société
- 1759 : le Parlement de Paris condamne pour la seconde fois l’Encyclopédie (ou Dictionnaire raisonné des sciences, des arts et des métiers) de Jean le Rond D'Alembert dont le privilège est révoqué.
- 1886 : promulgation de la loi instituant les lundis de Pâques et de Pentecôte comme fériés en France.
- 1894 : New York est la première ville américaine à mettre en vigueur un règlement exigeant que les chiens portent une médaille d'identité.
- 1910 : le roi autorise les femmes à poursuivre leurs études en Espagne.
- 1931 : alternative du matador espagnol Domingo Ortega à Barcelone (Catalogne, Espagne).
- 1974 : inauguration en France de l'aéroport de Paris-Charles-de-Gaulle à proximité de Paris.
- 1979 : manifestations réprimées en Iran contre le port du tchador, un mois après le retour au pays de Rouhollah Khomeini.
- 1990 :
  - le département français des Côtes-du-Nord prend le nom de Côtes-d'Armor.
  - On annonce qu'après 20th Century Fox et Columbia Pictures, MGM va être rachetée par Pathé Communications. Au début des années 1930, la compagnie à l'emblème du lion rugissant, reine de la comédie musicale, était le studio le plus puissant d'Hollywood. Les plus grandes stars y ont travaillé : Greta Garbo, Clark Gable, Jean Harlow, Joan Crawford, Spencer Tracy, James Stewart, Judy Garland et Elizabeth Taylor. Mais, avec seulement 6,3 % du marché, la MGM ne figure plus qu'au 7e rang des grands studios de production.
- 1999 : la barre des 60 millions d'habitants est dépassée en France selon son dernier recensement de population des XXe siècle et deuxième millénaire de notre ère[2].
- 2002 : Sun Microsystems attaque Microsoft pour violation des lois antitrust.
- 2003 : près de 20 000 personnes manifestent dans les rues de Paris en France leur soutien à la révolte des femmes victimes de violences machistes.
- 2014 : disparition du vol 370 Malaysia Airlines au-dessus du golfe de Thaïlande.
- 2017 : une attaque de l'hôpital militaire de Kaboul tue 49 personnes.
- 2018 : à l'occasion de la Journée internationale des droits des femmes, en Espagne une Grève féministe pour la parité des sexes et contre les violences machistes réunit presque 6 millions de manifestantes[3].
- 2024 : en Irlande, lors de la Journée internationale des femmes, la population refusent deux amendements soumis à référendums constitutionnels, l'un qui visait à reformuler le terme de famille et l'autre qui visait à remplacer un article mentionnant l'importance de protéger les mères pour qu'elles ne « négligent pas les devoirs de leur foyer »[4].

## Naissances

### XIIIesiècle
- 1286 : Jean III de Bretagne dit Jean III le Bon, duc de Bretagne de 1312 à 1341 († 30 avril 1341).

### XVesiècle
- 1422 : Giacomo Ammannati-Piccolomini, cardinal du xve siècle († 10 septembre 1479).
- 1494 : Giovanni Battista di Jacopo dit Rosso Fiorentino peintre, graveur et décorateur maniériste italien († 14 novembre 1540).
- 1495 : Jean de Dieu, saint (ci-après) portugais fondateur de l'Ordre des Hospitaliers de Saint Jean de Dieu († 8 mars 1550).

### XVIesiècle
- 1514 : Amago Haruhisa, puissant seigneur de guerre japonais († 9 janvier 1561).
- 1549 : Antoine de Schaumbourg, évêque élu de Minden († 21 janvier 1599).
- 1558 : Albert Radziwiłł, grand maréchal de Lituanie († 13 juin 1592).
- 1566 :
  - Giuseppe Biancani, prêtre jésuite italien, astronome, sélénographe et mathématicien († 7 juin 1624).
  - Carlo Gesualdo, compositeur italien († 8 septembre 1613).
- 1575 : Jakob Böhme, théosophe allemand de la Renaissance, cordonnier de son état († 17 novembre 1624).
- 1598 : Johann Peter Lotichius, humaniste, médecin, poète et historiographe allemand († 31 mars 1669).
- 1600 : Manfredo Settala, scientifique et collectionneur italien († 6 février 1680).

### XVIIesiècle
- 1607 : Johann Rist, poète et prédicateur allemand († 31 août 1667).
- 1608 : Paul Ragueneau, missionnaire jésuite († 8 septembre 1680).
- 1627 : Élisabeth-Angélique de Montmorency-Bouteville, aristocrate française († 24 janvier 1695).
- 1629 : Johannes Caioni, évêque vicaire général de Transylvanie († 25 avril 1687).
- 1643 : Nabeshima Naoyuki, daimyo du début de l'époque d'Edo († 8 juin 1725).
- 1645 : Charles Denys de Vitré, entrepreneur français de pêcheries commerciales († 9 janvier 1703).
- 1659 : Isaac de Beausobre, pasteur protestant français († 5 juin 1738).
- 1662 : Auguste-Guillaume de Brunswick-Wolfenbüttel, duc de Brunswick-Lunebourg et prince de Wolfenbüttel († 23 mars 1731).
- 1674 : Charles-Hercule d'Albert de Luynes, officier de marine et aristocrate français († 31 janvier 1734).
- 1679 : Joseph Gilles, peintre lorrain († 21 juillet 1749).
- 1698 : Pierre-Jules-César de Rochechouart, homme d'Église français († 24 janvier 1781).

### XVIIIesiècle
- 1712 : John Fothergill, médecin britannique († 26 décembre 1780).
- 1714 : Carl Philipp Emanuel Bach, compositeur allemand, deuxième fils de Jean-Sébastien Bach († 14 décembre 1788).
- 1726 : Richard Howe, amiral britannique († 5 août 1799).
- 1736 : Luc Siméon Auguste Dagobert, général de division († 18 avril 1794).
- 1748 : Guillaume V d'Orange-Nassau, prince de Nassau-Dietz à sa naissance, puis prince d'Orange-Nassau en 1751, stathouder des Provinces-Unies de 1751 à 1795, prince de Fulda et comte de Corvey en 1802 († 9 avril 1806).
- 1749 : Gilbert de Riberolles, homme politique français, député du tiers état de la sénéchaussée de Riom aux états généraux († 26 novembre 1828).
- 1751 : Giovanni Caccia-Piatti, cardinal italien († 15 septembre 1833).
- 1752 : Johann David Schoepff, zoologiste, botaniste et médecin allemand († 10 septembre 1800).
- 1758 : Alexandre Lanskoï, lieutenant-général russe († 25 juin 1784).
- 1759 : Charles-François Bourgeois, général de brigade français († 11 juillet 1821).
- 1761 : Jean Potocki, savant et écrivain polonais de langue française († 2 décembre 1815).
- 1762 : Martin Jean François de Carrion de Loscondes, général de brigade français († 28 septembre 1824).
- 1772 : Jean Nicolas Razout, général de division français († 10 janvier 1820) .
- 1778 : Jean-Thomas Arrighi de Casanova, général français du Premier Empire († 22 mars 1853).
- 1799 : Simon Cameron, homme politique américain, secrétaire à la guerre (ministre de la Défense américain), sous la présidence d'Abraham Lincoln († 26 juin 1889).

### XIXesiècle
- 1815 : Delphin Alard, violoniste français († 22 février 1888).
- 1824 : Frederick Newton Gisborne, ingénieur britannique, pionnier de systèmes télégraphiques sous-marins au Canada († 30 août 1892).
- 1825 : Jules Barbier, poète, dramaturge et librettiste français († 16 janvier 1901).
- 1827 : Wilhelm Bleek, linguiste allemand († 17 août 1875).
- 1830 : João de Deus, poète portugais († 11 janvier 1896).
- 1834 : Thomas Christie, physicien, professeur et homme politique québécois († 5 août 1902).
- 1836 : Matthew Butler, militaire américain († 14 avril 1909).
- 1837 : Frédéric Pillet-Will, banquier français († 28 janvier 1911).
- 1838 : Francisco Romero Robledo, avocat et homme politique espagnol († 3 mars 1906).
- 1839 : Josephine Cochrane, inventrice du premier lave-vaisselle en 1886 († 3 août 1913).
- 1841 : Oliver Wendell Holmes Jr., magistrat de la Cour Suprême de Justice fédérale américaine († 6 mars 1935).
- 1842 : Joseph Hansen, danseur et chorégraphe belge († 27 juillet 1907).
- 1855 : Karl Immanuel Eberhard Goebel, botaniste allemand († 9 octobre 1932).
- 1853 : Émile-Alexandre Taskin, chanteur français de l'Opéra-Comique († 5 octobre 1897).
- 1859 :
  - Kenneth Grahame, auteur britannique († 6 juillet 1932).
  - Hans Zatzka, peintre autrichien de style académique († 1945).
- 1860 : Henri de Croÿ, aristocrate belge issu de l'une des familles les plus prestigieuses de la noblesse belge († 6 février 1946).
- 1865 : Frederic Goudy, créateur de caractères, calligraphe, éditeur et enseignant américain († 11 mai 1947).
- 1867 : Victor Thibault, archer français († 3 mai 1941).
- 1868 : Georges Guiraud, organiste, violoncelliste et compositeur français († 11 mars 1928).
- 1876 : Yves Mirande, cinéaste français († 17 mars 1957).
- 1877 : Carl Mannich (en), pharmacochimiste allemand célèbre pour la réaction d'aminométhylation des cétones qui porte son nom († 5 mars 1947).
- 1879 : Otto Hahn, chimiste allemand, prix Nobel de chimie en 1944 († 28 juillet 1968).
- 1882 : Charles Devendeville, nageur et joueur de water-polo français, champion olympique en 1900 († 19 septembre 1914).
- 1883 : Gustave Delage, officier de la Marine nationale, ingénieur et homme d’affaires français († 20 avril 1946).
- 1886 : Edward Calvin Kendall, chimiste américain, Prix Nobel de physiologie ou médecine en 1950, découvreur de la cortisone († 4 mai 1972).
- 1890 : Oswald von Nell-Breuning, théologien et sociologue catholique jésuite allemand († 21 août 1991).
- 1891 : Albert Séguin, gymnaste français, champion olympique en 1924 († 29 mai 1948).
- 1892 :
  - Mississippi John Hurt, chanteur et guitariste de blues américain († 2 novembre 1966).
  - Émile Roux, homme politique français († 17 mars 1979).
- 1894 : Wäinö Aaltonen, sculpteur finlandais († 30 mai 1966).
- 1896 : Charlotte Whitton, femme politique canadienne († 25 janvier 1975).
- 1897 : Herbert Otto Gille, officier allemand, général de division de la division SS Wiking († 26 décembre 1966).
- 1898 : Georges Gimel, artiste peintre expressionniste, sculpteur, graveur, lithographe, illustrateur, décorateur de théâtre, céramiste français († 21 janvier 1962).
- 1900 : Howard Aiken, mathématicien et ingénieur américain († 14 mars 1973).

### XXesiècle
- 1904 :
  - Jacques Le Cordier, évêque catholique français, premier évêque de Saint-Denis († 17 février 2003).
  - Nikos Skalkottas, compositeur et violoniste grec († 19 septembre 1949).
- 1906 : 
  - Pierre Billotte, général et homme politique français († 29 juin 1992).
  - Étienne Carjat, photographe, journaliste, caricaturiste et poète français († 28 mars 1828).
- 1907 : Konstantínos Karamanlís, homme politique grec († 23 avril 1998).
- 1910 : Claire Trevor, actrice américaine († 8 avril 2000).
- 1911 : 
  - Fred J. Cook, journaliste d'investigation américain († 4 avril 2003).
  - Alan Hovhaness, compositeur américain († 21 juin 2000).
  - Denise Margoni, artiste-peintre française († 4 mai 1986).
  - Raoul Sbarra, footballeur argentin († 18 novembre 1970).
  - François Stahly, sculpteur français appartenant à la nouvelle École de Paris († 2 juillet 2006).
  - Jean Vénitien, peintre et illustrateur français († 27 mai 1995).
- 1913 : Mouloud Feraoun, écrivain algérien d'expression française († 15 mars 1962).
- 1914 : 
  - Yves Brainville (Yves René Marie de La Chevardière de La Grandville dit), acteur, auteur et doublure vocale français(e) († 16 novembre 1993).
  - Iakov Zeldovitch, physicien russe († 2 décembre 1987).
- 1915 : Tapio Rautavaara, athlète, acteur, et chanteur finlandais († 25 septembre 1979).
- 1916 :
  - Alexandre Ivanovitch Danilov, homme politique russe, ministre de l'éducation russe de 1967 à 1980 († 27 novembre 1980).
  - Jeannette Campbell, nageuse argentine, vice-championne olympique († 15 janvier 2003).
  - Yvon Petra, joueur de tennis français († 12 septembre 1984).
- 1917 : Karl Frei, gymnaste suisse († 18 juin 2011).
- 1918 : 
  - Jacques Baratier, réalisateur et scénariste français († 27 novembre 2009).
  - Éloi Monod (La Ciotat, Bouches-du-Rhône, 8 mars 118 - Cannes, 10 novembre 2007), fondateur en 1956 de la verrerie de Biot dans les Alpes-Maritimes ;
  - Poon Lim, marin chinois de la marine marchande britannique, ayant survécu pendant 133 jours seul en mer.
- 1919 : Patrick Ahern (en), évêque catholique auxiliaire émérite américain de New York († 19 mars 2011).
- 1920 : Michel Moine, journaliste, écrivain et occultiste français († 15 janvier 2005).
- 1921 :
  - Alan Hale Jr., acteur américain († 2 janvier 1990).
  - Émile Koehl, homme politique français († 7 janvier 2013).
  - Denys de La Patellière, réalisateur français († 20 juillet 2013).
- 1922 :
  - Yves-Marie Bruel, pianiste et compositeur français († 26 mai 2006).
  - Cyd Charisse, actrice et danseuse américaine († 17 juin 2008).
  - Carl Furillo, joueur de baseball américain († 21 janvier 1989).
  - Shigeru Mizuki, soldat et mangaka japonais († 30 novembre 2015).
- 1924 :
  - René Allio, réalisateur et scénariste français († 27 mars 1995).
  - Georges Charpak, physicien français, prix Nobel de physique en 1992 († 29 septembre 2010).
  - Denise Gence, actrice française († 28 septembre 2011).
  - Abderrahman el-Youssoufi, homme politique marocain († 29 mai 2020).
- 1926 : Francisco Rabal acteur, réalisateur et scénariste espagnol († 29 août 2001).
- 1927 : Dick Hyman, pianiste populaire, arrangeur et compositeur américain.
- 1928 : 
  - Gerald Bull, ingénieur canadien († 22 mars 1990).
  - Jean-Claude Perrot, historien et universitaire français († 10 décembre 2021).
- 1930 :
  - Pyotr Bolotnikov, athlète de demi-fond soviétique († 20 décembre 2013).
  - Douglas Hurd, homme politique, diplomate et écrivain britannique.
  - Pierre Pauty, homme politique français († 14 juillet 2000.
- 1931 : Claude Caillé, entrepreneur français, fondateur et directeur du zoo de la Palmyre, en Charente-Maritime († 17 mars 2011).
- 1932 : 
  - Medea Abrahamyan, violoncelliste soviétique puis arménienne († 3 mars 2021).
  - Henri Bon, comédien français, le facteur de L'île aux enfants († 24 juin 2015).
  - Rodolfo Quezada Toruño, cardinal guatémaltèque, archevêque de Guatemala City († 4 juin 2012).
- 1933 : Fernando González Bernáldez, écologiste et universitaire espagnol († 16 juin 1992).
- 1934 : René Tendron, journaliste français spécialisé en économie, placements et fluctuations boursières.
- 1935 : George Coleman, saxophoniste américain de jazz.
- 1936 :
  - Gábor Szabó, guitariste hongrois de jazz († 26 février 1982).
  - Janusz Zakrzeński, acteur polonais († 10 avril 2010).
- 1937 :
  - Juvénal Habyarimana, homme politique rwandais, président du Rwanda de 1973 à son assassinat en 1994 († 6 avril 1994).
  - Mohammed Lazouni, fonctionnaire et homme de médias algérien, spécialiste de la prévention routière en Algérie.
- 1938 :
  - Hans Fogh, athlète de la voile canadien d'origine danoise († 14 mars 2014).
  - Roger Jendly, acteur suisse.
- 1939 :
  - Jim Bouton, joueur de baseball, auteur, et entrepreneur américain.
  - Liu Shih-kun, pianiste chinois.
  - Lidija Skoblikova, skateur russe.
  - Robert Tear, ténor britannique († 29 mars 2011).
- 1940 :
  - Susan Clark, actrice canadienne.
  - Jacques Doucet, commentateur de baseball québécois, la voix des Expos de Montréal de 1972 à 2004.
  - Jiří Daler, coureur cycliste sur piste tchèque, champion olympique.
  - Manfred Manglitz, footballeur allemand.
- 1941 : Wilfrid Fox Napier, cardinal sud-africain, archevêque de Durban.
- 1942 :
  - Dick Allen (en), joueur de baseball professionnel américain.
  - Ann Packer, athlète britannique spécialiste des courses de haies et du saut en longueur.
  - Concepción Ramírez, militante pacifiste autochtone guatémaltèque.
- 1943 :
  - Serge Lemoine, historien de l'art français.
  - Lynn Redgrave, actrice britannique († 2 mai 2010).
- 1944 :
  - Luis Carlos Figueiredo (Cuiaba, Mato Grosso, 8 mars 1944-   ), peintre naïf brésilien[5].
  - Sergueï Nikitine, chanteur et compositeur russe.
  - Pepe Romero, guitariste de musique classique et de flamenco d’origine espagnole.
- 1945 :
  - Micky Dolenz, musicien américain du groupe The Monkees.
  - Anselm Kiefer, artiste plasticien allemand.
- 1946 :
  - Louise Brissette, physiothérapeute québécoise qui a adopté 37 enfants handicapés.
  - Randy Meisner, chanteur et musicien américain du groupe Eagles. († 26 juillet 2023).
  - Michel de Rostolan, homme politique français.
- 1947 :
  - Michael Allsup (en), guitariste américain du groupe Three Dog Night.
  - Hervé Cassan, diplomate et professeur d'université français (° 8 mars 2021).
  - Florentino Pérez, homme d'affaires espagnol, homme politique, PDG d'ACS et président du Real Madrid.
  - Carole Bayer Sager, compositrice américaine.
- 1948 : 
  - Peggy March, chanteuse américaine.
  - Kiyomi Katō, lutteur japonais, champion olympique.
- 1949 :
  - Teófilo Cubillas, footballeur péruvien.
  - Karel Lismont, coureur de fond belge essentiellement de marathon.
  - Jean-Charles Naouri, homme d'affaires français, PDG du Groupe Casino.
  - Jean-François Probst, homme politique français († 12 juin 2014).
  - Natalia Kuchinskaya, gymnaste soviétique, double championne olympique.
- 1950 :
  - Claude Malhuret, médecin et homme politique français.
  - Françoise Toé, femme politique burkinabée (° 9 octobre 2016).
  - Mayumi Inaba, femme de lettres japonaise (° 30 août 2014).
- 1951 :
  - Brigitte Le Brethon, femme politique française.
  - James Williams, compositeur et pianiste de jazz américain († 20 juillet 2004).
- 1952 :
  - George Allen, Jr., homme politique américain.
  - Vladimir Vassioutine, cosmonaute ukrainien († 9 juillet 2002).
- 1953 :
  - Régis de Laroullière, financier français.
  - Jim Rice, joueur de baseball américain.
  - Kathy Shower, mannequin de charme américain.
- 1954 :
  - Bob Brozman, guitariste américain († 24 avril 2013).
  - Daniel Ducarme, homme politique belge.
  - Nicole Loiselle, femme politique canadienne.
  - Ross McInnes, président du CA de Safran depuis 2015.
  - David Wilkie, nageur écossais.
- 1955 : João Batista da Silva, footballeur brésilien.
- 1956 : 
  - John Kapelos, acteur canadien.
  - Éric Minardi, homme politique français, député européen depuis juillet 2022.
- 1957 :
  - Cynthia Rothrock, actrice américaine.
  - Helga Schauerte-Maubouet, organiste, musicologue et éditeur de musique allemande.
  - Axel Weber, économiste allemand, président de la Deutsche Bundesbank de 2004 à 2011.
- 1958 :
  - Gary Numan, chanteur britannique.
  - Erwin Skamrahl, athlète ouest-allemand spécialiste du 200 mètres et du 400 mètres.
- 1959 :
  - Barbara Eve Harris, actrice américaine.
  - Aidan Quinn, acteur et producteur américain.
  - Patricia Ross, fondeuse américaine.
- 1960 : Jeffrey Eugenides, romancier américain.
- 1961 :
  - Camryn Manheim, actrice, compositrice de musiques de films et productrice de cinéma et de télévision américaine.
  - Larry Murphy, joueur canadien professionnel de hockey sur glace.
  - Henry Quinson, essayiste, conférencier et professeur franco-américain.
- 1963 :
  - Elena Batourina, femme d'affaires russe, milliardaire.
  - Kathy Ireland, modèle et actrice américaine.
  - Mike Lalor, défenseur professionnel de hockey sur glace américain.
- 1964 : Zbigniew Chlebowski, économiste polonais.
- 1965 :
  - Hamed Bakayoko, personnalité politique ivoirien († 10 mars 2021).
  - Ferenc Csipes, kayakiste hongrois.
  - Thierry Jacob, boxeur français.
  - Kenny Smith, joueur américain de basket-ball.
  - Ferenc Csipes, kayakiste hongrois, champion olympique.
- 1966 :
  - Laurent Bezault, coureur cycliste français.
  - Hervé Boussard, coureur cycliste français, médaillé olympique en 1992 († 26 juin 2013).
- 1967 :
  - Aslı Erdoğan, écrivaine turque.
  - Udo Quellmalz, judoka allemand.
- 1968 : Michael Bartels, pilote de course allemand.
- 1969 :
  - Devon Michaels, actrice pornographique américaine.
  - Andrea Parker, actrice et danseuse de ballet américaine.
- 1970 : Jason Elam, joueur de football américain.
- 1971 :
  - Kairat Aubakirov, footballeur kazakh.
  - Réal Béland, humoriste et acteur québécois.
  - Colas Ricard, cinéaste français.
  - Thierry Vimal, écrivain français.
- 1972 :
  - Werner Franz, skieur alpin autrichien.
  - Thierry Jacob, boxeur français.
  - Lena Sundström, journaliste et auteure suédoise.
  - Yórgos Yeoryádis, footballeur grec.
- 1973 : 
  - Boris Kodjoe, modèle autrichien.
  - Jeroen Delmee, joueur de hockey sur gazon néerlandais, double champion olympique.
- 1976 :
  - Ryan Freel, joueur de baseball américain († 22 décembre 2012).
  - Freddie Prinze Jr., acteur américain.
  - Hines Ward, joueur américain de football américain.
  - Daniela Yordanova, athlète bulgare, spécialiste du 1 500 m.
- 1977 :
  - Petar Angelov, handballeur macédonien.
  - Adriaan Botha, athlète sud-africain spécialiste du 400 mètres.
  - Estelle Desanges, actrice pornographique française.
  - James Van Der Beek, acteur américain.
  - Fernando Vicente, joueur espagnol de tennis.
  - Johann Vogel, joueur de football suisse.

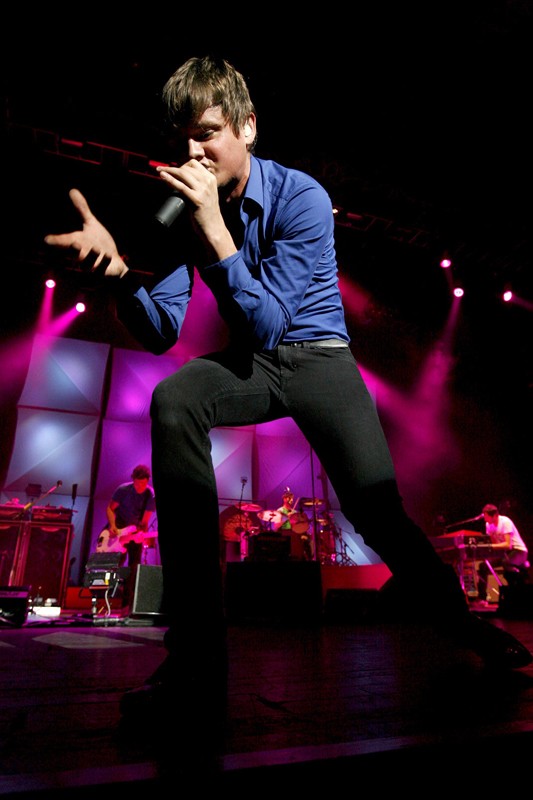
Tom Chaplin

- 1978 : Johanna Sjöberg, nageuse suédoise.
- 1979 :
  - Tom Chaplin, chanteur britannique du groupe Keane.
  - Delphine Depardieu, actrice.
  - Jessica Jaymes, actrice américaine de films pornographiques et mannequin de charme († 17 septembre 2019).
  - Sonia Zitouni, lutteuse tunisienne.
- 1980 : 
  - Mohammadou Idrissou, joueur de football camerounais.
  - Fatoumata Traoré, actrice burkinabè.
- 1981 :
  - Timo Boll, pongiste allemand.
  - Tatiana Kholina, joueuse de volley-ball russe.
- 1982 :
  - Erik Ersberg, gardien de but professionnel de hockey sur glace suédois.
  - Laura Osswald, actrice allemande.
  - Craig Stansberry, joueur américain de deuxième but au baseball.
  - Angelo Tchen, footballeur et footballeur de plage franco-tahitien.
  - Kat Von D (Katherine von Drachenberg Galeano dite), artiste tatoueuse américaine et présentatrice de l'émission LA Ink.
- 1983 :
  - Hrvoje Čustić, footballeur croate († 3 avril 2008).
  - Guillaume Moreau, pilote d'endurance français.
- 1984 :
  - Sylvain Idangar, footballeur français d'origine tchadienne.
  - Rio Mavuba, footballeur professionnel français.
  - Víctor Sada, basketteur espagnol.
  - Salvador Vega, matador espagnol.
  - Saša Vujačić, basketteur slovène.
- 1985 :
  - Gago Drago, kickboxeur néerlandais d'origine arménienne.
  - Haris Medunjanin, footballeur néerlando-bosniaque-herzégovinien.
  - Ewa Sonnet, chanteuse et modèle de charme polonaise.
- 1986 :
  - Cédric Ouanekponé, médecin centrafricain.
  - Damien Perquis, footballeur français.
  - Maxime Vantomme, coureur cycliste belge.
- 1988 :
  - Keston Bledman, athlète de Trinité-et-Tobago spécialiste des épreuves de sprint.
  - Reina del Cid, chanteuse, auteure, compositrice américaine.
- 1989 :
  - Isis Arrondo, joueuse française de basket-ball.
  - Franck Lafitte, volleyeur français.
  - Soraya Milla cinéaste française.
- 1990 :
  - Rémy Cabella, footballeur français.
  - Elea Mariama Diarra, athlète française, spécialiste du 400 mètres.
  - Asier Illarramendi, footballeur espagnol.
  - Liu Jing, nageuse chinoise.
  - Petra Kvitová, joueuse de tennis tchèque.
- 1991 :
  - Kalkidan Gezahegne, athlète de demi-fond éthiopienne.
  - Isabelle Strunc, basketteuse française.
- 1993 : Mathieu Saïkaly, auteur-compositeur-interprete folk et Youtubeur.
- 1994 :
  - Moriah Jefferson, basketteuse américaine.
  - Marthe Koala, athlète burkinabé.
  - Sarra Mzougui, judokate tunisienne.
  - Gaël Prévost, archer français.
  - Robert Renner, athlète slovène.
- 1996 : Moussa Niakhaté, footballeur français.
- 1997 : Jurina Matsui (松井珠理奈), chanteuse japonaise.

## Décès

### XIIesiècle
- 1126 : Urraque Ire de Castille, reine de Castille et de Leon (° 1081 / 1082).
- 1137 : Adèle de Blois, princesse anglaise (° v. 1067).
- 1144 : Célestin II (Guido di Castello), pape (° inconnue).
- 1159 : Étienne d'Obazine, fondateur et premier abbé de l'abbaye d'Obazine (° v. 1085).

### XIIIesiècle
- 1223 : Wincenty Kadłubek, historien et religieux polonais (°C.1161).
- 1233 : Thomas Ier de Savoie, comte de Savoie (° 27 mai 1178).

### XIVesiècle
- 1391 : Henri van Overbeke, 22e abbé de Parc (° inconnue).

### XVesiècle
- 1407 : François Ier Gonzague de Mantoue, noble italien (° 1366).
- 1464 : Catherine de Poděbrady, seconde épouse du roi Matthias Corvin, roi de Hongrie (° 11 novembre 1449).
- 1466 : Francesco Sforza, chef de guerre italien, devenu duc de Milan (° 23 juillet 1401).

### XVIesiècle
- 1550 : Jean de Dieu, saint (ci-après) portugais fondateur de l'Ordre des Hospitaliers de Saint Jean de Dieu (° 8 mars 1495).

### XVIIesiècle
- 1637 : Gilles Macé, mathématicien et astronome français (° 22 février 1586).
- 1674 : Charles Sorel, écrivain français (° entre 1582 et 1602).

### XVIIIesiècle
- 1702 : Guillaume III d'Angleterre, roi d'Angleterre (° 14 novembre 1650).
- 1741 : Étienne Jehandier Desrochers, graveur français (° 6 février 1668).
- 1743 : Jérôme Bignon de Blanzy, grand commis de l’État et bibliothécaire du roi († 26 février 1698).
- 1749 : Nicolas Fréret, historien et linguiste français (° 15 février 1688).
- 1757 : Thomas Blackwell, érudit britannique (° 4 août 1701).

### XIXesiècle
- 1821 : Harriet Abrams, compositrice et soprano anglaise (° 1758)
- 1837 : Hippolyte Charles, capitaine de hussards français, amant de Joséphine de Beauharnais (° 6 juillet 1773).
- 1843 : Panchón (Francisco González Díaz), matador espagnol (° 4 octobre 1784).
- 1844 : Charles XIV Jean (Jean-Baptiste Jules Bernadotte), maréchal d'empire devenu Charles XIV, roi de Suède (° 26 janvier 1763).
- 1854 : Auguste Arnould, poète, auteur dramatique, historien, romancier et essayiste français (° 29 avril 1803).
- 1867 : Eugène Appert, peintre français (° 28 décembre 1814).
- 1869 : Hector Berlioz, compositeur, écrivain et critique français (° 11 décembre 1803).
- 1871 : Gustav Heinrich Emil Ohlert, zoologiste allemand (° 28 juin 1807).
- 1872 : Cornelius Krieghoff, peintre canadien (° 19 juin 1815).
- 1874 : Millard Fillmore, homme politique américain, 13e président des États-Unis (° 7 janvier 1800).
- 1876 : Louise Colet, poétesse française (° 15 septembre 1810).
- 1878 : François-Charles d'Autriche, fils de l'empereur François Ier d'Autriche (°7 décembre 1802).
- 1886 :
  - Auguste Gougeard, général et homme politique français (° 15 novembre 1827).
  - Jean Langlois, homme politique canadien (° 16 février 1824).
  - John Franklin Miller, général et homme politique américain (° 21 novembre 1831).
- 1887 : James Buchanan Eads, inventeur et ingénieur américain (° 23 mai 1820).
- 1888 : Alexis Chassang, helléniste et lexicographe français (° 2 avril 1827).
- 1889 : John Ericsson, inventeur et ingénieur mécanicien américain d'origine suédoise (° 31 juillet 1803).
- 1896 : Cyprien Fabre, armateur français issu d'une des plus riches familles de négociants de Marseille (° 16 février 1838.
- 1898 : « Frascuelo » (Salvador Sánchez Povedano dit), matador espagnol (° 23 décembre 1842).

### XXesiècle
- 1901 : Peter Benoit, compositeur et professeur de musique belge (° 17 août 1834).
- 1917 : Ferdinand von Zeppelin, militaire et ingénieur allemand (° 8 avril 1838).
- 1923 : Johannes Diderik van der Waals, physicien néerlandais, prix Nobel de physique 1910 (° 23 novembre 1837).
- 1930 : William Howard Taft, 27e président des États-Unis (° 15 septembre 1857).
- 1931 : Clara Kathleen Rogers, compositrice, chanteuse, écrivaine et professeur de musique américaine d'origine anglaise (° 14 janvier 1844).
- 1936 : Jean Patou, couturier et parfumeur français (° 27 septembre 1887).
- 1937 : Howie Morenz, joueur professionnel de hockey sur glace canadien (° 21 septembre 1902).
- 1939 : Stéphane Leduc, biologiste et chimiste français (° 1er novembre 1853).
- 1941 : 
  - Carlo Anadone, peintre et photographe italien (° 30 septembre 1851).
  - Jean-Michel Frank, décorateurs français de la période Art déco (° 28 février 1895).
- 1942 :
  - José Raúl Capablanca, joueur d'échecs cubain (° 19 novembre 1888).
  - Mary MacSwiney, députée indépendantiste et féministe irlandaise (° 27 mars 1872).
- 1949 : Philippe de Bourbon-Siciles, prince des Deux-Siciles (° 10 décembre 1885).
- 1951 :
  - Eugène Chanal, homme politique français (° 28 juillet 1869).
  - Raymond Fernandez, assassin en série américain (° 17 décembre 1914).
- 1955 : Clémentine de Belgique, princesse belge devenue princesse Napoléon (° 30 juillet 1872).
- 1957 : Myra Juliet Farrell, inventrice et artiste australienne (° 25 février 1878).
- 1961 :
  - Thomas Beecham, chef d'orchestre britannique (° 29 avril 1879).
  - Mario Roques, universitaire français (° 1er juillet 1875).
- 1970 : Stéphane Pizella, scénariste, acteur, écrivain, journaliste, poète et réalisateur de radio français (° 15 avril 1909).
- 1971 : Harold Lloyd, acteur américain (° 20 avril 1893).
- 1973 : Ron « Pigpen » McKernan, musicien américain du groupe Grateful Dead (° 8 septembre 1945).
- 1975 : George Stevens, réalisateur américain (° 18 décembre 1904).
- 1978 : Jacques Grello, acteur et chansonnier français (° 28 avril 1915).
- 1971 : Lucila Luciani de Pérez Díaz, historienne, écrivaine et féministe vénézuélienne (° 21 janvier 1882).
- 1980 : Graham Dadds, joueur britannique de hockey sur gazon (° 16 mars 1911).
- 1982 : Rab Butler, homme politique conservateur britannique (° 9 décembre 1902).
- 1983 :
  - Chabuca Granda (née Maria Isabel Granda Larco), chanteuse péruvienne (° 3 septembre 1920).
  - William Walton, compositeur britannique (° 29 mars 1902).
  - Robert Rumilly, historien québécois (° 23 octobre 1897).
- 1986 : Hans Knecht, coureur cycliste suisse (° 29 juin 1913).
- 1987 : Jean Bertaud, homme politique français (° 9 septembre 1898).
- 1988 : Henryk Szeryng, violoniste mexicain d'origine polonaise (° 22 septembre 1918).
- 1989 :
  - Charles Exbrayat, écrivain français (° 5 mai 1906).
  - Robert Lacoste, homme politique français (° 5 juillet 1898).
- 1991 : Michel d'Ornano, homme politique français (° 12 juillet 1924).
- 1993 : Billy Eckstine, chanteur, trompettiste et chef d’orchestre de jazz américain (° 8 juillet 1914).
- 1994 : André Dufraisse, homme politique français (° 8 août 1918.
- 1996 : Alfredo Vicente Scherer, cardinal brésilien (° 5 février 1903).
- 1997 :
  - Lionel Charles Knights (en), critique britannique (° 15 mai 1906).
  - Masuo Ikeda, peintre, sculpteur, illustrateur, céramiste, nouvelliste japonais (° 23 février 1934).
  - Alexander Salkind, producteur américain (° 2 juin 1921).
- 1998 : Ray Nitschke, joueur de football américain (° 29 décembre 1936).
- 1999 :
  - Adolfo Bioy Casares, écrivain argentin (° 15 septembre 1914).
  - Joe DiMaggio, joueur de baseball américain (° 25 novembre 1914).

### XXIesiècle
- 2002 :
  - Robert Dun, écrivain français, adepte du nationalisme européen (° 1920).
  - Justin Ahomadegbé, homme politique béninois, président du Bénin en 1972 (° 16 janvier 1917).
  - Cassandra Rios, écrivaine brésilienne de romans de fiction, romans de mystères et surtout de littérature érotique lesbienne (° 1932).
- 2003 :
  - Adam Faith, chanteur et acteur britannique (° 23 juin 1940).
  - Nicole Louvier, auteur-compositeur-interprète, écrivain et poète français, productrice d'émissions culturelles (° 23 juin 1933).
  - Karen Morley, actrice américaine (° 12 décembre 1909).
  - Ylipe (Philippe Labarthe dit), dessinateur d'humour, peintre surréaliste et auteur d'aphorismes français (° 9 janvier 1936).
- 2005 :
  - Alice Thomas Ellis (Anna Haycraft dite), éditorialiste et romancière anglaise (° 9 septembre 1932).
  - Andrée Hyvernaud, écrivain français (° 1910).
  - César Lattes, physicien brésilien (° 11 juillet 1924).
  - Aslan Maskhadov, président et chef de guerre tchétchène (° 21 septembre 1951).
- 2006 :
  - Teresa Ciepły, athlète polonaise (° 19 octobre 1937).
  - Giordano Cottur, coureur cycliste italien (° 24 mai 1914).
- 2007 :
  - Paul Laraque, poète haitien (° 21 septembre 1920).
  - Albert Palle, écrivain et journaliste français (° 1916).
  - Albert de Schonen, baron et diplomate français, ambassadeur de France en République centrafricaine de 1969 à 1971 (° 27 novembre 1912).
- 2008 :
  - Colette Bergé, actrice française (° 24 avril 1941).
  - José Ignacio Tellechea Idígoras, historien, théologien et prêtre catholique jésuite espagnol d'origine basque (° 15 avril 1928).
  - Les Smith, footballeur britannique, ancien joueur des Wolverhampton Wanderers et d'Aston Villa (° 24 décembre 1927).
- 2009 :
  - Willie King, chanteur et guitariste de blues américain (° 1943).
  - Hank Locklin, chanteur et compositeur américain de musique country (° 15 février 1918).
  - Zbigniew Religa, chirurgien cardiaque et homme politique polonais (° 16 décembre 1938).
- 2010 :
  - Guy Lapébie, champion olympique français de cyclisme sur route par équipe et champion olympique de poursuite par équipe aux Jeux olympiques d'été de 1936 (° 28 décembre 1916).
  - Mahama Johnson Traoré, réalisateur, scénariste et producteur de cinéma sénégalais (° 1942).
- 2011 : Mike Starr, musicien nord-américain (° 4 avril 1966).
- 2012 :
  - Simin Daneshvar,	romancière et novelliste iranienne (° 28 avril 1921).
  - Charlie Hoag, basketteur américain (° 19 juillet 1931).
  - Luz Méndez de la Vega, écrivaine guatémaltèque (° 2 septembre 1919).
- 2013 : Hartmut Briesenick, athlète est-allemand, spécialiste du lancer de poids (° 17 mars 1949).
- 2016 : George Martin, producteur de musique britannique (° 3 janvier 1926).
- 2020 : 
  - NST Cophie's (Ernest Koffi dit), artiste ivoirien (° vers 1965).
  - Max von Sydow (Carl Adolf von Sydow dit), acteur suédois & français provençal (° 10 avril 1929).
- 2021 : 
  - Josip Alebić, athlète de sprint yougoslave puis croate (° 7 janvier 1947).
  - Hervé Cassan, diplomate et professeur d'université français (° 8 mars 1947).
  - Rhéal Cormier, lanceur canadien de baseball (° 23 avril 1967).
  - Keith Greene, Pilote de course automobile britannique (° 5 janvier 1938).
  - Djibril Tamsir Niane, écrivain et historien guinéen (° 9 janvier 1932).
  - Rasim Öztekin, acteur turc (° 14 janvier 1959).
  - Mauricio Rosenmann Taub, compositeur et poète chilien (° 1932).
  - Julien-François Zbinden, pianiste, compositeur et ingénieur du son vaudois (° 11 novembre 1917).
- 2023 :
  - Marcel Amont, chanteur et acteur français (° 1er avril 1929).
  - Paul Anselin, homme politique français (° 28 août 1931.
  - Reimar Johannes Baur, acteur allemand (° 23 janvier 1928).
  - Italo Galbiati, footballeur puis entraîneur italien (° 8 août 1937.
  - Bert I. Gordon, scénariste, réalisateur et producteur de cinéma américain (° 24 septembre 1922).
  - Antonin Lebas-Joly, acteur français (° 26 octobre 1985).
  - John Moelaert, footballeur puis entraîneur belge (° 14 janvier 1943).
  - Grace Onyango, femme politique kényane (° 26 juin 1924).
  - Lákis Papastáthis, réalisateur de cinéma grec (° 1943).
  - Chaim Topol, acteur et chanteur israélien (° 9 septembre 1935).
- 2024 :
  - Abdou Cherif, artiste marocain (° 26 août 1971).
  - Jonathan Hunt, homme d'État néo-zélandais (° 2 décembre 1938).

## Célébrations
- Nations unies : journée internationale des droits des femmes[6].
- Albanie, Bosnie-Herzégovine, Bulgarie, Macédoine du Nord, Moldavie, Roumanie, Serbie : fête des Mères[7].
- France : journée nationale de l'audition[8].

### Religieuses
- Bahaïsme : septième jour du mois de l'élévation / ‘alá’' consacré au jeûne dans le calendrier badīʿ.
- Christianisme : célebration catholique au Brésil de Notre-Dame des Larmes (Nossa Senhora das Lágrimas) commémorant la 1re apparition de la Vierge Marie à Campinas en 1930[9].

### Saints des Églises chrétiennes

#### Saints des Églises catholiques et orthodoxes
Saints des Églises catholiques et orthodoxes :
- Apollonius et Philémon († 311), joueur de flûte, joueur de cithare, martyrs à Antinoë.
- Arien († 287), juge à Antinoë et ses compagnons, martyrs à Alexandrie.
- Félix de Burgondie († 647), 1er évêque de Est-Anglie.
- Humphroy de Thérouanne († 871), 16e évêque de Thérouanne.
- Hunon d'Ely († 690), moine.
- Litfred (it) († 874), 31e évêque de Pavie.
- Ponce († 262), diacre de saint Cyprien.
- Provin de Côme (it) († 420), 2e évêque de Côme.
- Rhian (en) († VIIIe siècle), abbé à Llanrhian.
- Senan d'Iniscathay († 560), abbé fondateur d'un monastère sur l'Île Scattery.
- Théophylacte de Nicomédie († 842), évêque de Nicomédie.

#### Saints et bienheureux des Églises catholiques
Saints et bienheureux des Églises catholiques :
- Duthac (en) († 1065), évêque de Ross en Écosse.
- Étienne d'Obazine († 1159), fondateur et 1er abbé de l'abbaye d'Aubazine.
- Faustino Míguez González († 1925), piariste, fondateur de l'institut Calasanz des filles de la divine bergère.
- Jean de Dieu († 1550 ci-avant, né et mort des 8 mars), fondateur des hospitaliers de Saint-Jean-de-Dieu (voir aussi 7 mars in fine).
- Jón Ögmundsson († 1121), 1er évêque de Hólar en Islande.
- Just Ranfer de Bretenières († 1866), prêtre français mort martyr.
- Louis Beaulieu († 1866), prêtre français mort martyr.
- Pierre Henri Dorie († 1866), prêtre français mort martyr.
- Veremond de Irache (es) († 1092), abbé du monastère d'Irache.
- Vincent Kadlubek († 1223), bienheureux 19e évêque de Cracovie en Pologne.

#### Saints et bienheureux de l'Église anglicane
- Edward King († 1910), évêque.

#### Saints orthodoxes du jour (aux dates parfois"juliennes"/ orientales)
Saints des Églises orthodoxes, outre les saints œcuméniques voire pré-schismatiques ci-avant ...
- Lazare de Mourmansk († 1391), moine.

### Prénoms du jour
Bonne fête aux Jean en mémoire de Jean de Dieu (de printemps ci-avant ; fêtes plus célèbres les 24 juin de la saint-Jean d'été, 27 décembre de la saint-Jean d'hiver ou 23 octobre de celle d'automne, sans compter les sainte-Jeanne, etc.).
Et aussi aux :
- Apollonius et ses variantes ou dérivés : Apollo, Apollon, Apollone, Apollonia, Apollonie, Apolonia, Apolonie (voir les Apollinaire les 12 septembre),
- Étienne en mémoire d'Étienne d'Obazine (cf. 26 décembre).
- Humphroy et ses variantes ou dérivés : Humfrey, Humfroi, Humfroy, Humphrey, Onfroy, etc.
- Aux Pierre-Henri[12],
- Pons en mémoire de saint Ponce de Cimiez plus haut,
- Ryan et ses variantes ou dérivés : Rhian, Rian, Riana, Rihana, Rihanna, etc.
- Théophylacte[13] (voir Théophile les 20 décembre etc.).

## Traditions et superstitions

### Dictons
- « De saint-Jean de Dieu à saint-Grégoire [12 mars plus avant que 3 septembre], vents et giboulées font notre désespoir. »[14]
- « Quand vient Sainte Véronique [différente de celle des 4 février ?], le soleil nous fait la nique. »

### Signe du zodiaque
- 18e jour du signe astrologique des Poissons (ou 19e en cas d'année bissextile).

## Toponymie
Les noms de plusieurs voies, places, sites ou édifices de pays ou régions francophones contiennent cette date sous diverses graphies : voir Huit-Mars .